# Hawaii Egyetem (Hilo)
A Hawaii Egyetem, Hilo (angolul: University of Hawaiʻi at Hilo, rövidítve: UH Hilo) állami támogatású egyetem Hilo városban, Hawaii szigetén. 1945-ben alapították Hilo Központ néven, a Hilo Fiúiskolában, a Manoai Egyetem felügyelete alatt. 1970-ben újraszervezte a hawaii törvényhozás és egy külön egyetem lett a Hawaii Egyetemrendszer részeként.
Harminchat diplomaprogramot működtet az egyetem és 2977 diákja van. Hallgatóinak nagy része több, mint 70%-a a szigetállam lakosai, de vannak nemzetközi tanulóik is.

## Kancellárok
- Bonnie D. Irwin (2019–napjainkig)
- Marcia Sakai (megbízott, 2017–2019)
- Donald O. Straney (2010–2017)
- Rose Tseng (1998–2010)
- Kenneth Perrin (1993–1997)
- Edward J. Kormondy (1986–1993)
- Edwin Mookini (1975–1978)
- Paul Miwa (1970–1975)

## Főiskolák
Az egyetem a következő főiskolákat és intézeteket működteti.
- Mezőgazdasági, Erdőgazdálkodási és Természetierőforrás-gazdálkodási Főiskola
- Művészeti és Tudományos Főiskola
- Közgazdasági és Üzleti Főiskola
- Ka Haka ‘Ula O Ke‘elikōlani, Hawaii nyelvi Főiskola
- Daniel K. Inouye Gyógyszerészeti Főiskola (DKICP)
- Természettudományos és Egészségügyi Főiskola

## Ranglisták
| Az Egyesült Államokban                            | Az Egyesült Államokban |
| ------------------------------------------------- | ---------------------- |
| Times Higher Education / Wall Street Journal 2022 | 601–800                |
| U.S. News & World Report 2022–2023                | 285                    |

## Fontos személyek
- Jon Hill, elnöki tanácsadó
- Harry Kim, Hawaii megye polgármestere
- Anthony Leone, MMA-versenyző
- Sarah Palin, Alaszka kormányzója
- Tarisi Vunidilo, fidzsi-szigeteki kurátor